# Monumento a Dante (Trento)
Il Monumento a Dante di Trento è un gruppo scultoreo dedicato a Dante Alighieri, opera dell'artista fiorentino Cesare Zocchi, situato nel parco antistante la stazione ferroviaria. Fu realizzato come simbolo della lingua italiana e dell'italianità della città nel 1896 allorché il Trentino era territorio della Contea del Tirolo, nell'Impero austro-ungarico.

## Storia
Guglielmo Ranzi ebbe l'idea di un monumento a Dante già nel 1886, in occasione della fondazione della società Pro Patria a Rovereto, allora sotto l'amministrazione austro-ungarica, ma poi l'abbandonò. Nel 1889 a Bolzano fu eretta una statua al poeta tedesco Walther von der Vogelweide come simbolo della cultura germanica della città e Ranzi ripropose l'idea, questa volta ottenendo l'appoggio del podestà di Trento Paolo Oss Mazzurana e dell'ingegnere Annibale Apollonio.
Venne quindi creato un comitato per raccogliere i fondi composto da: Carlo Dordi, Annibale Apollonio, Silvio Dorigoni, Riccardo Ferrari, Giovanni Pedrotti, Guglielmo Ranzi e Antonio Tambosi. Nonostante i dubbi sui risvolti irredentistici del progetto le autorità imperiali ritennero inopportuno opporsi, ritenendo che non venissero recuperati fondi a sufficienza. Il fondo di 11 000 fiorini per l'isolamento del duomo di Trento, costituito in precedenza da don Giuseppe Grazioli, fu devoluto per la costruzione dell'opera. Il comune cedette gratuitamente il terreno necessario e altri 10 000 fiorini. Gli elenchi dei donatori venivano pubblicati dai giornali locali e le offerte giunsero numerose, da privati cittadini, da associazioni culturali (di stampo irredentista) in difesa dell'italianità (quali Pro Patria, Lega Nazionale e anche dalla SAT), da alcuni comuni trentini e da numerose città italiane. Il roveretano Ignazio Puecher Passavalli, che viveva a Foggia, scrisse l'ode Un monumento a Dante Alighieri nella città di Trento, di ispirazione irredentista. Visti questi sviluppi, il commissario di polizia austriaco propose ai superiori di vietare la costruzione del monumento ma il ministro degli Interni rifiutò.

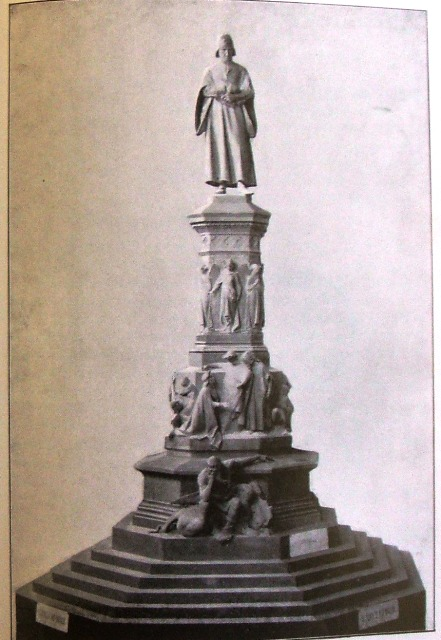
Il primo bozzetto

All'inizio del 1891 il comitato emanò il bando di concorso, chiedendo la presentazione di progetti per il monumento. Al fine di valutare il gran numero di bozzetti pervenuti (circa 42), si decise di istituire una commissione di cui facevano parte gli artisti Ettore Ferrari, Ercole Rosa, Luca Beltrami, Eleuterio Pagliano, Bartolomeo Bezzi; l'ing. Annibale Apollonio, il podestà Paolo Oss Mazzurana, il cav. Vincenzo Lutti, l'avv. Carlo Dordi e Guglielmo Ranzi per il comitato. Dopo una lunga selezione, rimasero in gara tre bozzetti: Conca d'oro di Ettore Ximenes, Tanto nomini nullum par elogium di Giuseppe Grandi e Ghibellino di Cesare Zocchi. Quello dello Ximenes venne giudicato essere il più rispondente al programma del concorso ma si ritenne che nessuno dei tre fosse pronto per la posa in opera e si richiese ai tre autori di realizzare un secondo bozzetto. Il secondo bozzetto di Grandi venne escluso perché piuttosto esoso, superando il limite delle 125 000 lire. Venne infine scelto il bozzetto dello Zocchi, che però dovette apportare alcune modifiche.
La "pietra fondamentale" fu posata il 20 aprile 1893 con incise le parole:
PIETRA FONDAMEN-

TALE DEL MONU-

MENTO DEI TRI-

DENTINI A DANTE

ALIGHIERI · 

MOSTRÒ CIÒ CHE

POTEA LA LINGUA

NOSTRA

XX · APR · MDCCCXCIII
La Società degli Studenti trentini organizzò per il 6 settembre 1896 delle conferenze in varie località del Trentino per spiegare il significato dell'opera, fra gli oratori Cesare Battisti. L'inaugurazione avvenne l'11 ottobre 1896, in una giornata uggiosa. La mattina vennero deposte delle corone di fiori al cimitero di Trento sulle tombe di don Giuseppe Grazioli, Carlo Dordi e Paolo Oss Mazzurana, promotori dell'opera scomparsi prima di vederla realizzata. Tennero dei discorsi il presidente del Comitato per l'erezione del monumento a Dante Guglielmo Ranzi e il Podestà di Trento Antonio Tambosi. Giovanni Peterlongo, allora direttore del magistrato della città, lesse l'atto di consegna ufficiale. Antonio Piscel a nome dei socialisti trentini tenne un discorso su "Dante e il socialismo". Giosuè Carducci dedicò una poesia all'evento. L'attore Angelo Pezzaglia, invitato dal comitato organizzatore, declamò un canto dell'Inferno. In serata, al Teatro Sociale ci fu un concerto al quale parteciparono musicisti della Scala.
Per l'occasione fu realizzato l'Inno di Trento, scritto da Antonio Stefenelli e musicato da Cesare Rossi.
Nel 1996, in occasione del centenario, il Museo Storico in Trento ha organizzato una mostra, inaugurata l'11 ottobre.

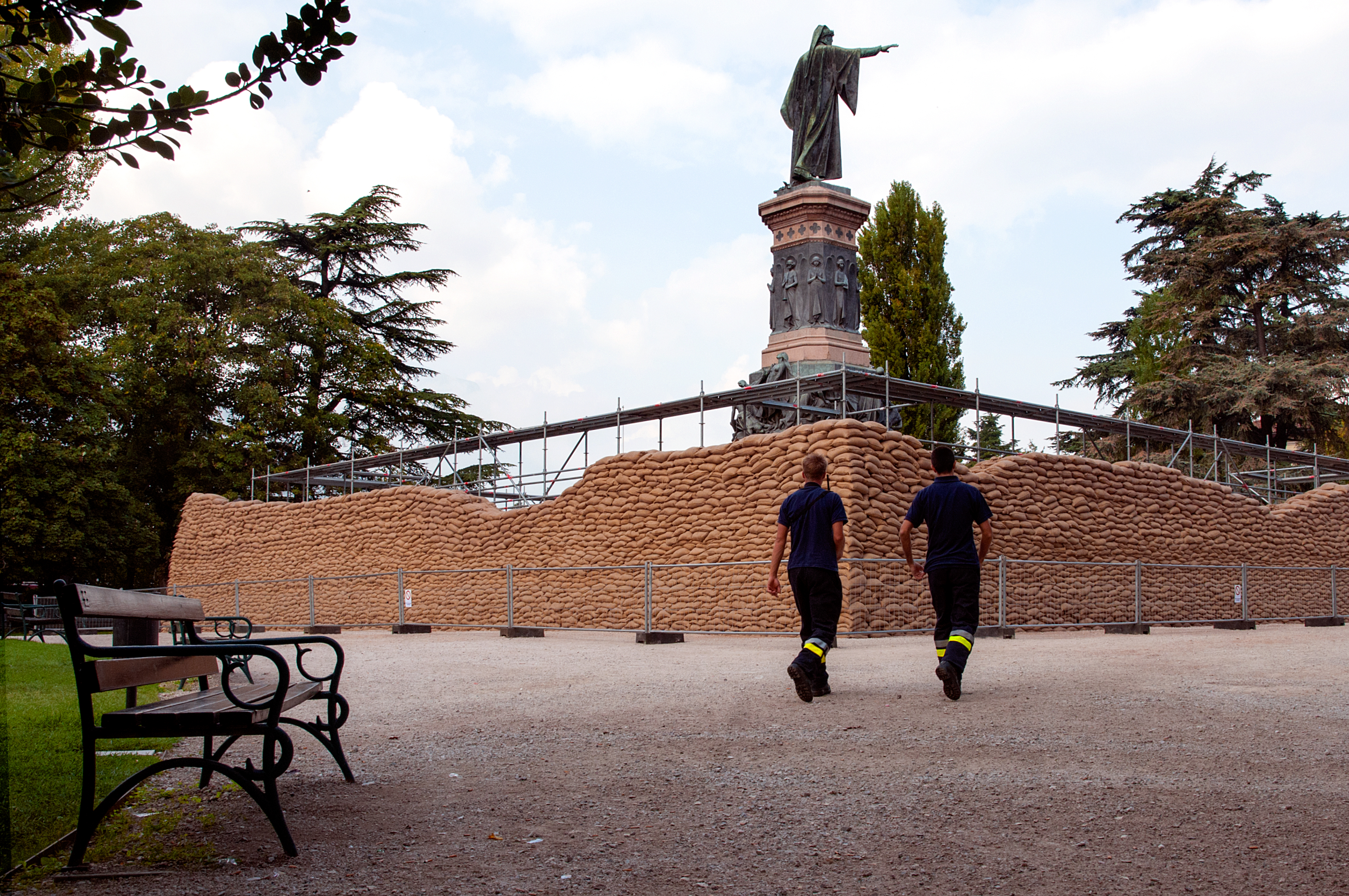
Il monumento a Dante con i sacchetti di sabbia per l'esposizione di Lara Favaretto

Nel 2009, l'artista Lara Favaretto ha realizzato, in occasione dei vent'anni della Galleria Civica di Arte Contemporanea di Trento,  l'installazione Momentary Monument, che consisteva nel circondare la statua con migliaia di sacchetti di sabbia, sorretti da ponteggi. Scopo dell'opera, del costo di 160.000 euro, era portare l'attenzione sul monumento e sul suo significato. Il 6 ottobre 2009 l'opera è collassata a causa di un cedimento strutturale, ponendo dubbi sulla correttezza dei calcoli statici che prevedevano la possibilità di fare arrivare la struttura fino ad otto metri di altezza e a inizio 2010 la struttura temporanea è stata smantellata.

## Descrizione
La base è realizzata in granito carnicino di Predazzo, le statue sono in bronzo con evidenti risvolti allegorici. Sul livello inferiore è rappresentato l'Inferno, con Minosse, giudice dei dannati, al quale è sotteso il concetto di "giustizia", seduto su un drago. La statua, in cui Minosse poggia il mento sul dorso del pugno, è un'evidente citazione de Il pensatore di Rodin.
Al secondo livello è raffigurato il Purgatorio: Dante e Virgilio sono rappresentati mentre incontrano anime espianti: Sordello da Goito che indica l'amor di Patria, infatti è il suo incontro con Virgilio nel canto VI del Purgatorio che fa scrivere a Dante la famosa terzina: Ahi serva Italia, di dolore ostello, / nave sanza nocchiere in gran tempesta, / non donna di provincie, ma bordello! , i superbi, (gli uomini che portano dei massi sulle spalle) (Canto XI), gli invidiosi (Canto XV) (l'uomo cerca di coprirsi gli occhi con le mani, perché l'invidia acceca), gli accidiosi (seduti ad attendere). Due anime hanno già espiato e stanno per raggiungere il Paradiso.
Si propone anche che "Cesare Zocchi sintetizzava [...] i sentimenti dei trentini": l'ansia (l'uomo con i polpastrelli delle mani sulle gote), la speranza (la donna che prega con il viso rivolto verso i poeti) e la disperazione (l'uomo prono col braccio sinistro alzato).
Al terzo livello, vi è il Paradiso: Beatrice con le braccia distese rappresenta l'ideale e gli angeli ricordano la circulata melodia dei Beati.
In cima al monumento, Dante è ritratto mentre avanza, con la mano sinistra reggente un libro (presumibilmente la Divina Commedia), mentre il braccio destro è proteso a Nord nelle parole dello scultore «come a proteggere ed animare i suoi figli». Secondo un'altra interpretazione invece il gesto indicherebbe le Alpi, confine geografico dell'Italia.

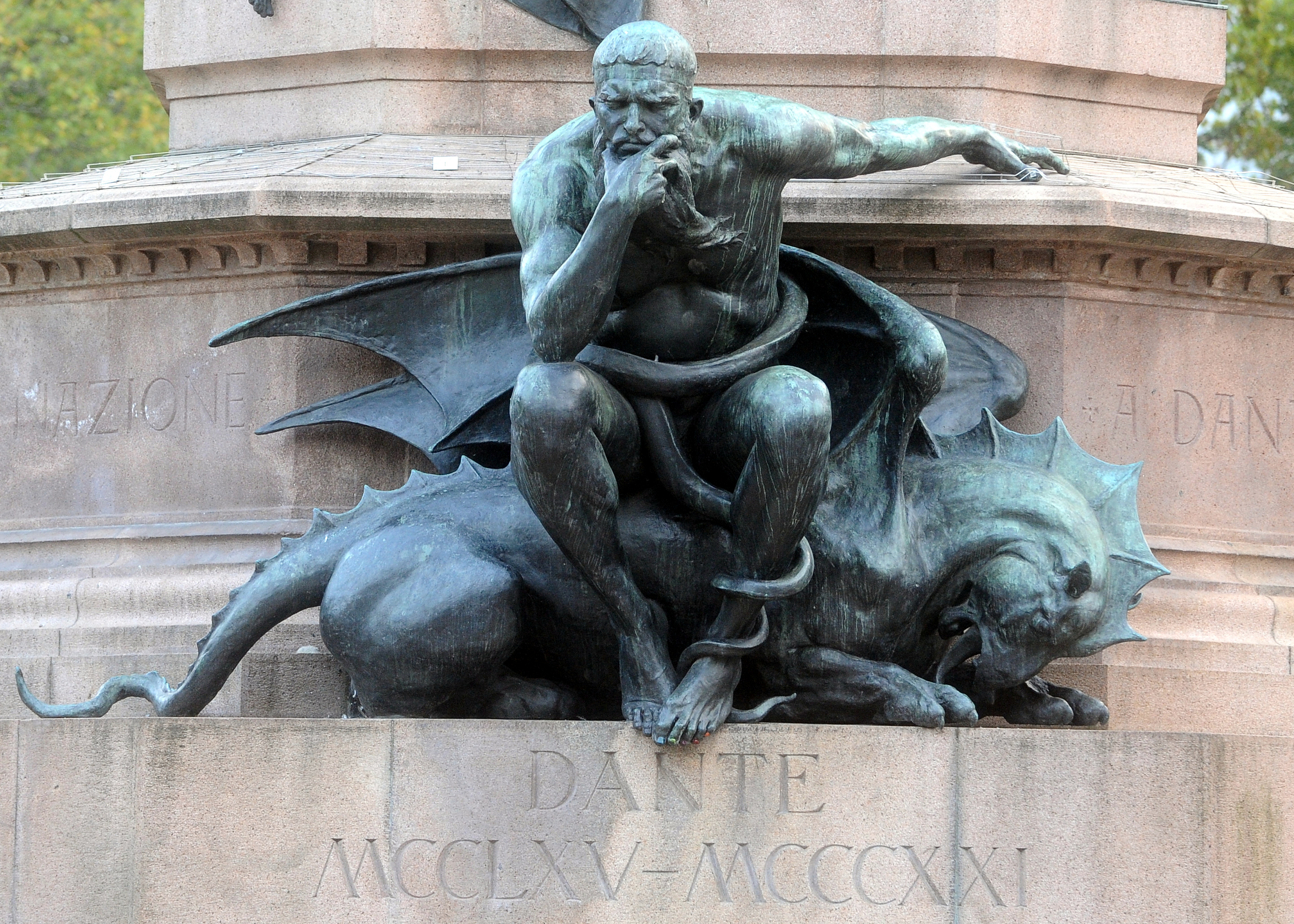
Minosse
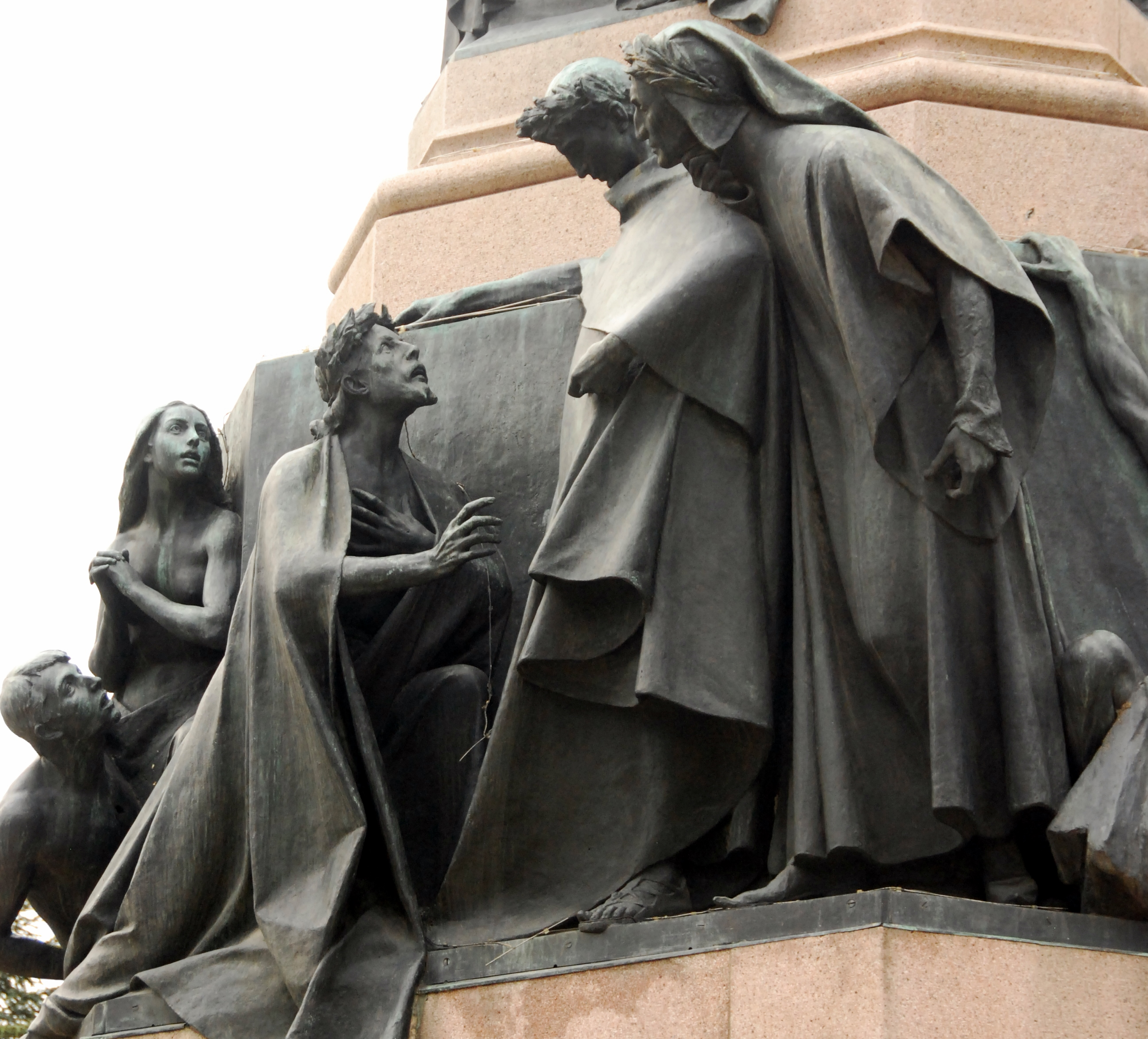
Sordello incontra Virgilio e Dante
I superbi
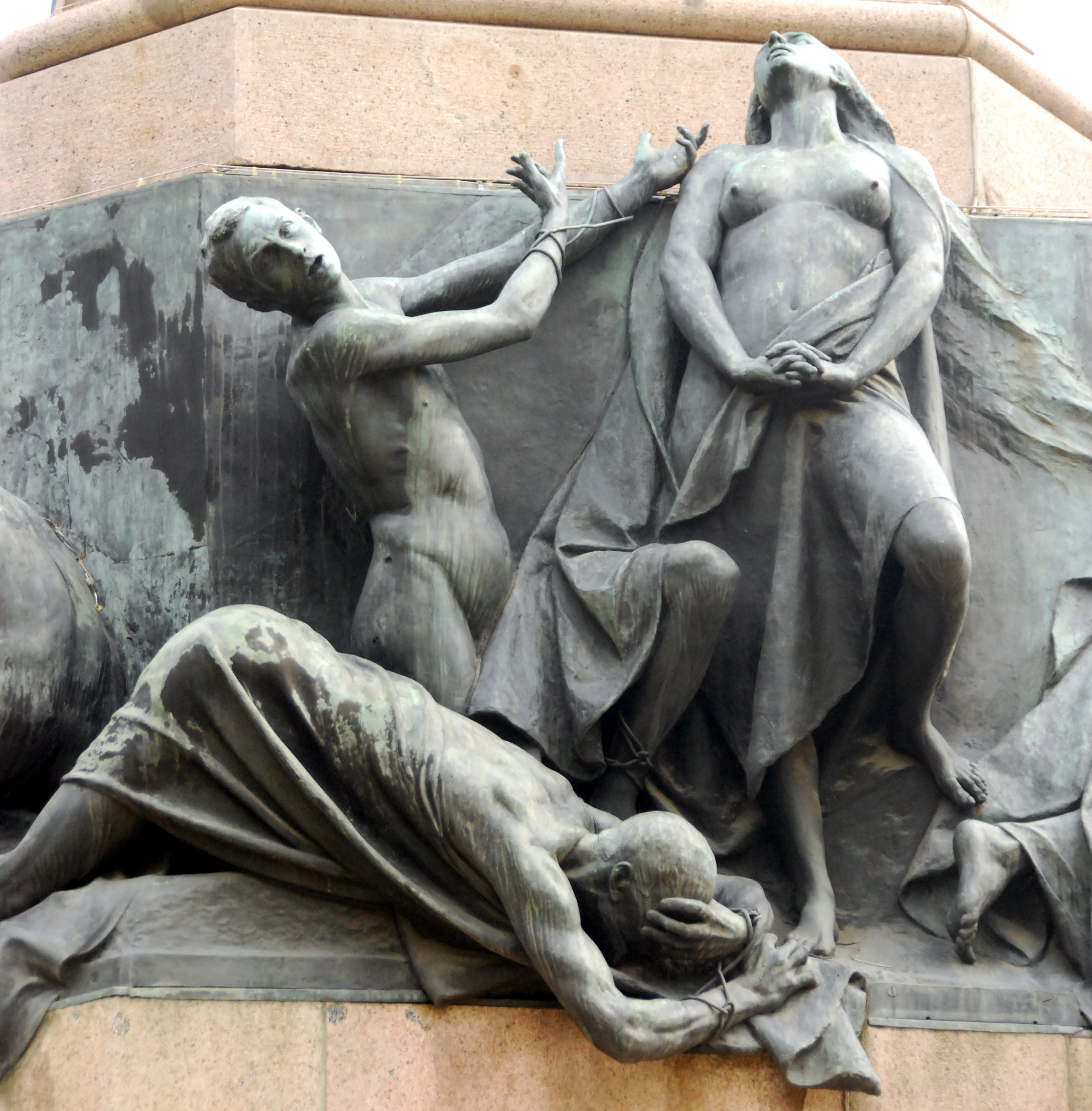
Due anime hanno espiato e stanno per raggiungere il Paradiso
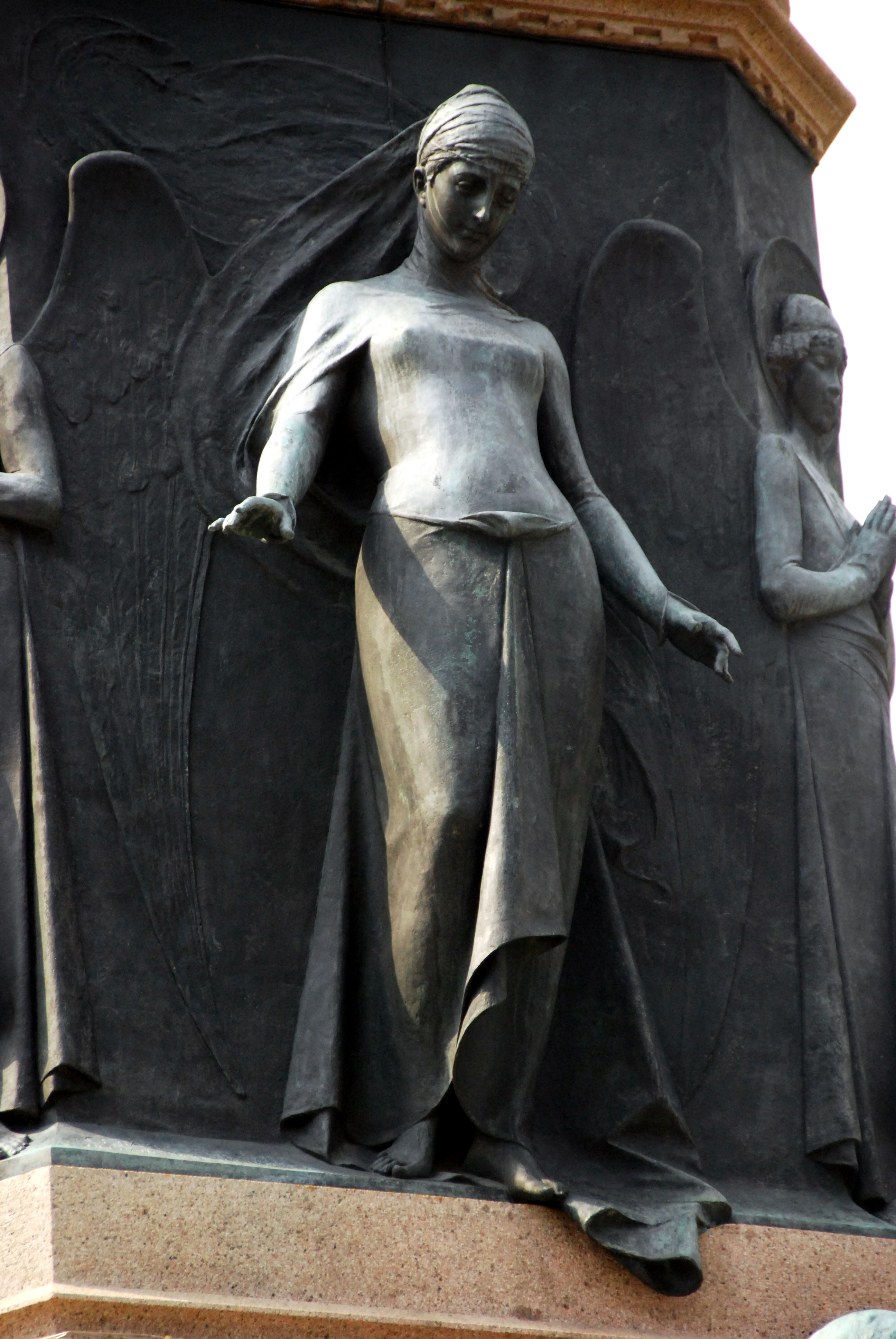
Beatrice
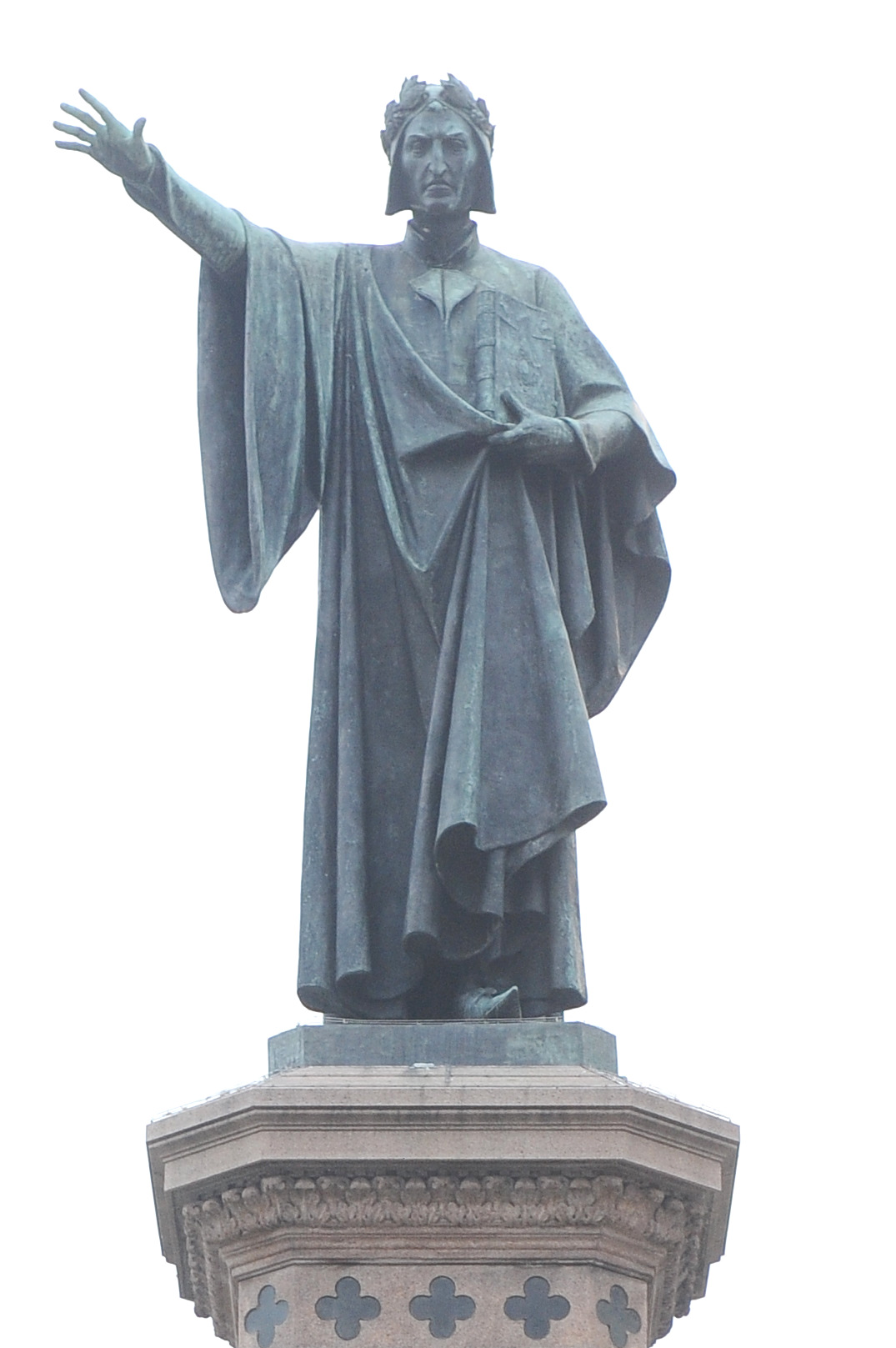
Dante
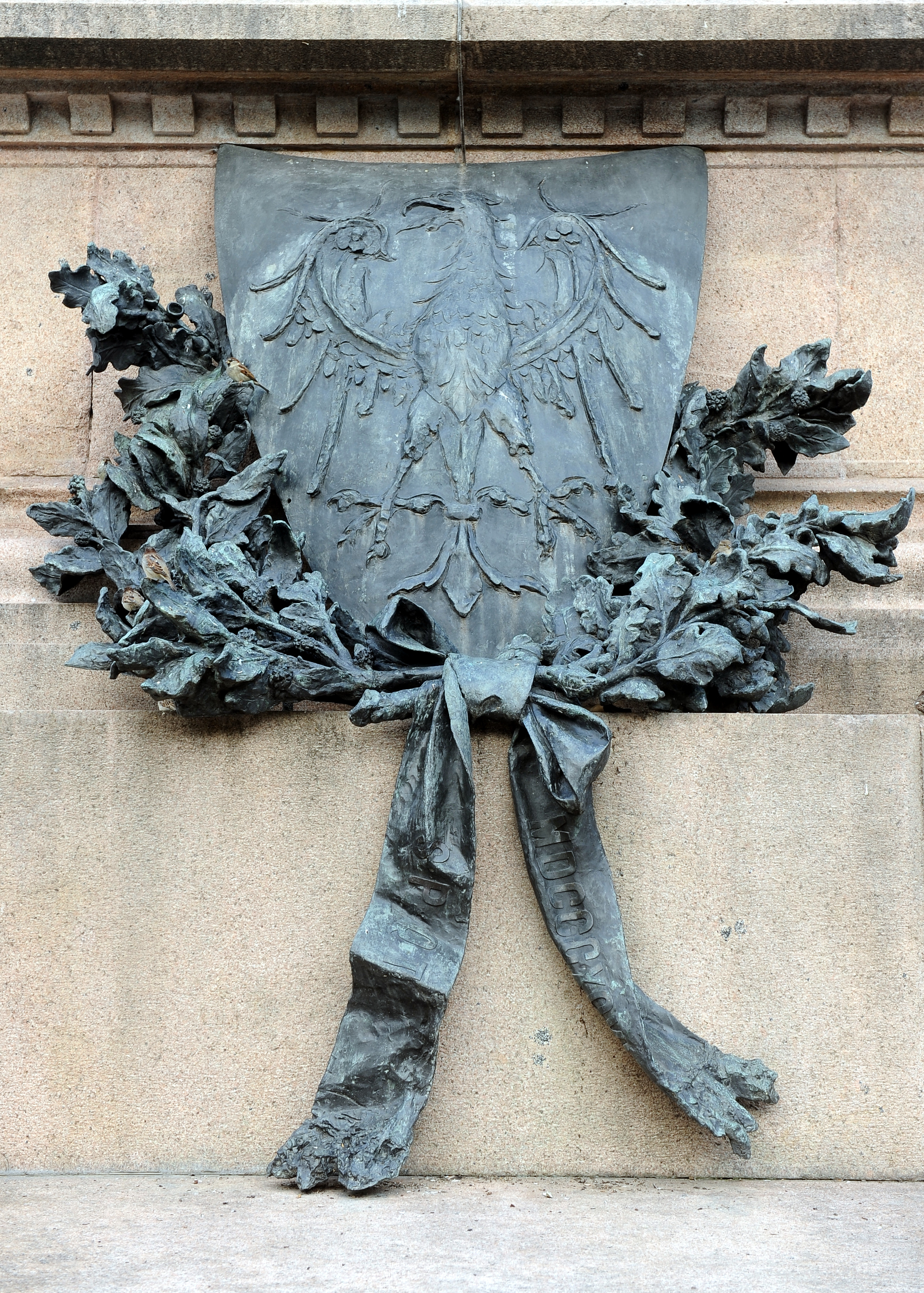
Lo stemma di Trento con l'aquila di San Venceslao

## Iscrizioni
Sul Monumento vi sono numerose iscrizioni. Sotto i piedi di Minosse:
Dante

MCCLXV - MCCCXXI
Ovvero gli anni di nascita e di morte (1265 e 1321) di Dante in numeri romani.

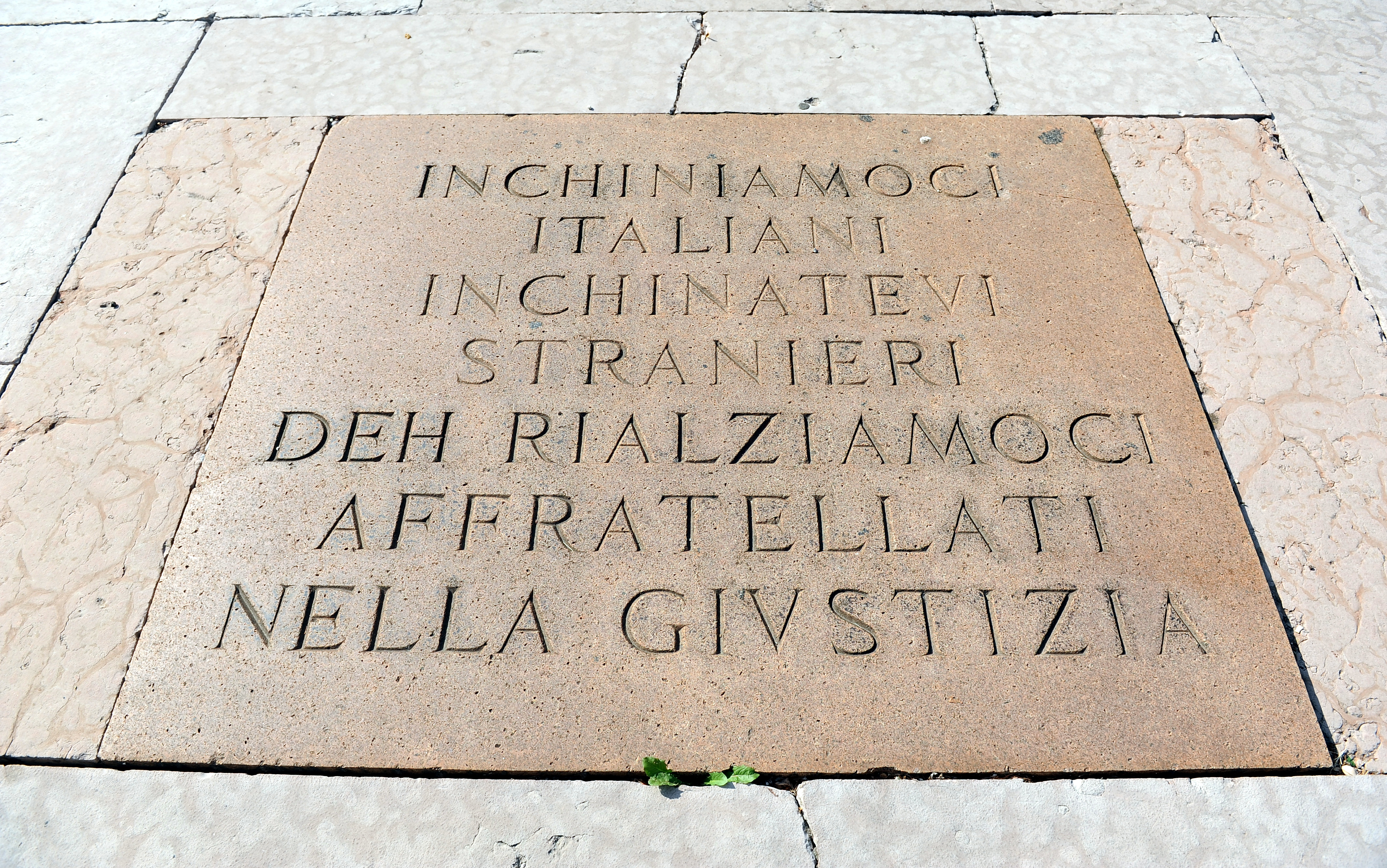
L'iscrizione alla base del monumento

Sul lastricato attorno al monumento, vi è un'epigrafe dettata da Guglielmo Ranzi:
Inchiniamoci Italiani

Inchinatevi Stranieri

Deh! Rialziamoci

Affratellati nella giustizia
Sei degli otto lati del piedistallo compongono queste parole:
A Dante

Al padre il

Trentino

Col plauso

E l'aiuto della

Nazione

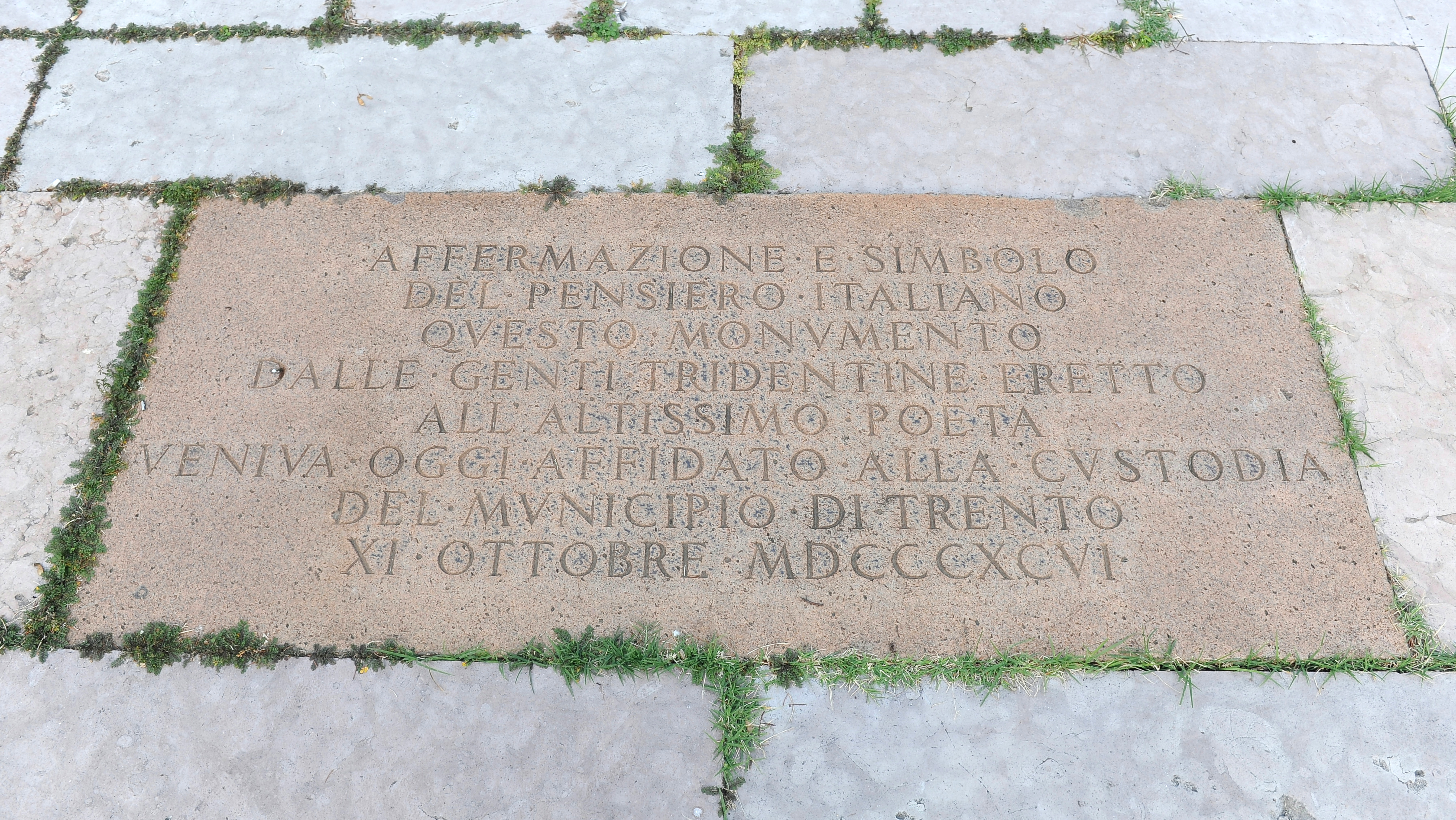
Iscrizione del 1896

Un'epigrafe riporta la data dell'11 ottobre 1896, giorno dell'inaugurazione del Monumento:
Affermazione e simbolo

Del pensiero italiano

Questo monumento

Dalle genti Tridentine eretto

All'altissimo poeta

Veniva oggi affidato alla custodia

Del municipio di Trento

XI OTTOBRE MDCCCXCVI

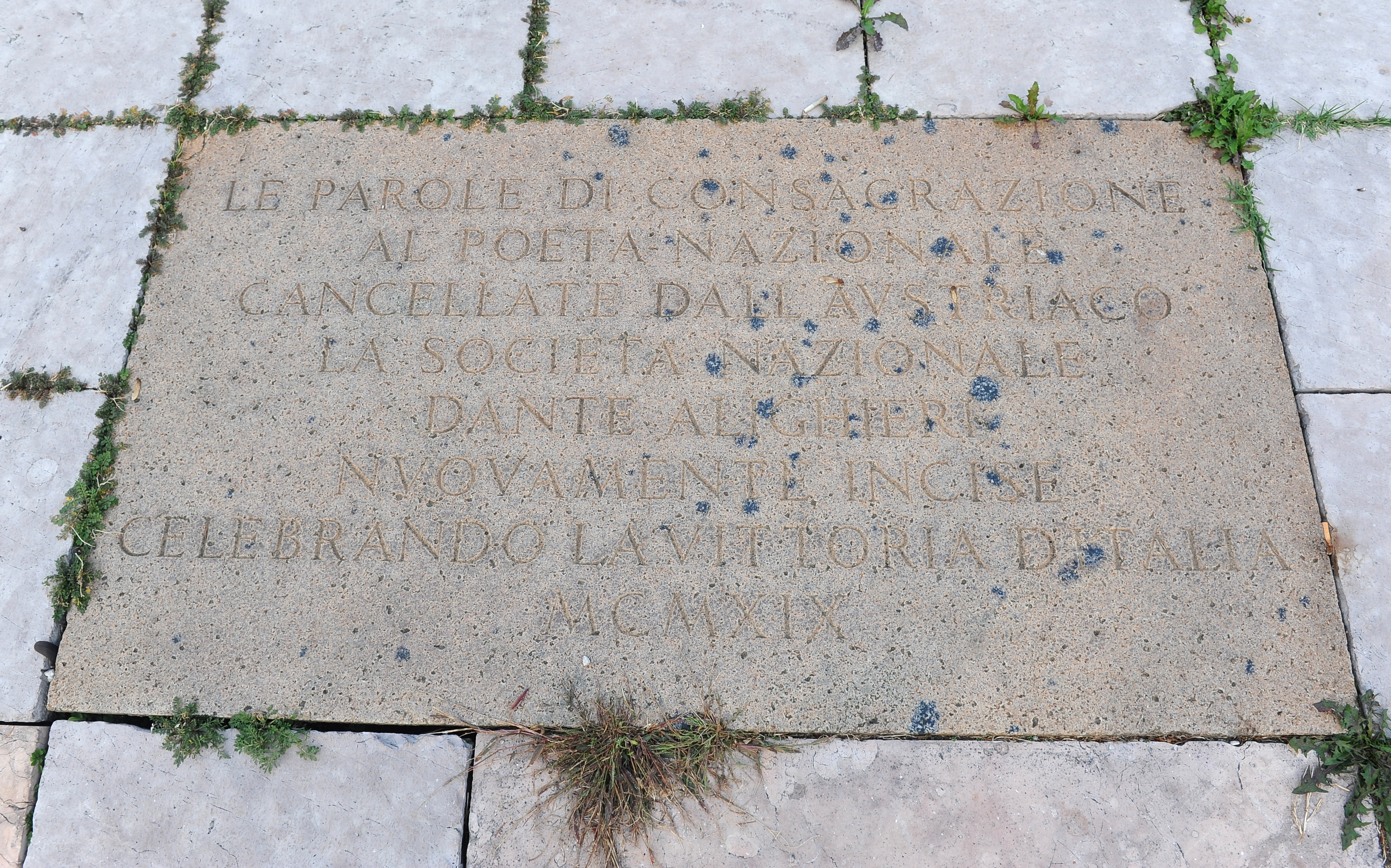
Iscrizione del 1919

Un'ulteriore epigrafe è stata apposta nel 1919, dopo l'occupazione e annessione del Trentino-Alto Adige all'Italia:
Le parole di consacrazione

Al poeta nazionale

Cancellate dall'Austriaco

La società nazionale

Dante Alighieri

Nuovamente incise

Celebrando la vittoria d'Italia

MCMXIX

## Note

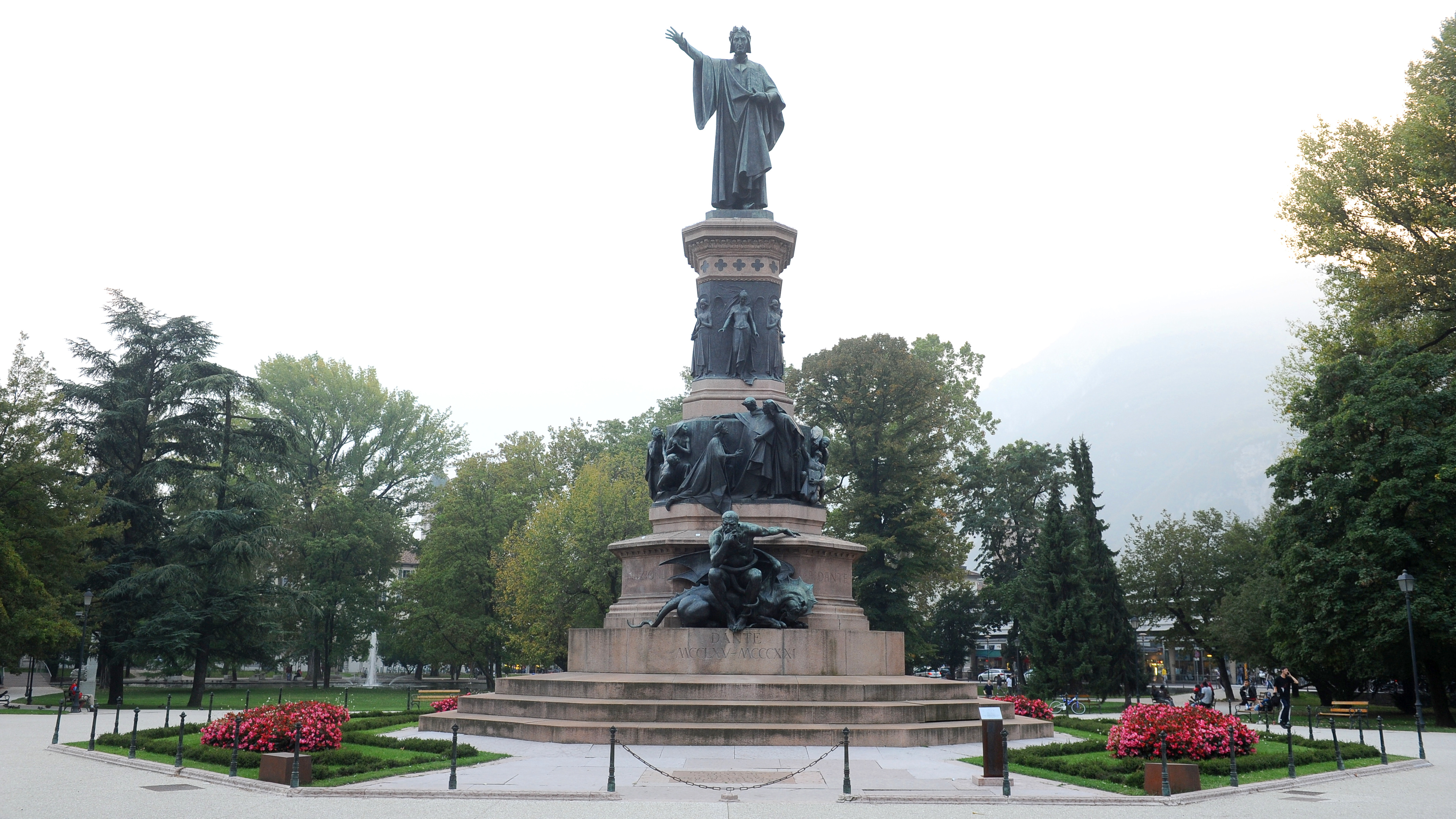
Il Monumento a Dante